# Dayton (Minnesota)
Dayton es una ciudad ubicada en los condados de Hennepin y Wright, Minnesota, Estados Unidos. Tiene una población estimada, a mediados de 2021, de 8226 habitantes.
La mayor parte de la superficie de la ciudad está situada en el condado de Hennepin, pero una pequeña zona se extiende hacia el condado de Wright. 

## Geografía
La localidad está ubicada en las coordenadas 45°11′21″N 93°28′18″O / 45.18917, -93.47167. Según la Oficina del Censo de los Estados Unidos, tiene una superficie total de 65.22 km², de la cual 60.65 km² corresponden a tierra firme y 4.57 km² están cubiertos por agua.

## Demografía
Según el censo de 2020, en ese momento había 7262 personas residiendo en la localidad. La densidad de población era de 119.74 hab./km². El 80.75% de los habitantes eran blancos, el 3.29% eran afroamericanos, el 0.50% eran amerindios, el 2.97% eran asiáticos, el 5.89% eran de otras razas y el 6.60% eran de una mezcla de razas. Del total de la población, el 9.69% eran hispanos o latinos de cualquier raza.